# Prajusha Maliakkal
Prajusha Maliakkal — malayalam : മാളിയേക്കൽ എ. പ്രജുഷ — est une athlète indienne née le 20 mai 1987 dans le district de Thrissur, spécialiste du saut en longueur et du triple saut.
Son meilleur saut est de 6,55 m à Bangalore en 2010 et de 13,72 m, record national, à New Delhi le 8 octobre 2010, la semaine où elle remporte une médaille d'argent aux Jeux du Commonwealth en longueur.